# Louise Ravn-Hansen
Louise Christiane Ravn-Hansen, född 19 juli 1849 i Köpenhamn, död omkring 17 januari 1909 i floden Havel, var en dansk landskapsmålare och grafiker.
Louise Ravn-Hansen miste tidigt sina föräldrar, eldaren Christian Henrik Ravn och Louise Marie, född Wunderlich och adopterades när hon var åtta år gammal av sin morbror.  Som ung undervisades hon i blomstermålning av Emma Mulvad och åren 1872–1876 var hon elev på Vilhelm Kyhns privata tecknings- och målarskola för kvinnor, där hon träffade Johanne Krebs, Marie Luplau och Emilie Mundt. På somrarna tecknade hon efter avgjutningar av antika statyer och reliefer i Den Kongelige Afstøbningssamling och målade av naturen runt Köpenhamn. I en period var hon också elev hos målaren Jørgen Roed.
Hon specialiserade sig på  landskapsmålningar och debuterade år 1877 på Charlottenborg där hon deltog på de årliga vårutställningarna. Åren 1883 och 1888 ställde hon ut på den Nordiske Kunstudstilling och åren 1905 och 1907 på Kunstnernes Efterårsudstilling. Hon ställde också ut i utlandet, bland annat i München år 1899 och är representerad på Statens Museum for Kunst med målningen Landskab ved Gyrstinge.
Från 1878 ägnade hon sig också åt etsningar och flera av hennes verk har utgivits av Den Danske Radeerforening och Foreningen Fremtiden. Omkring 75 grafiska verk av hög teknisk kvalitet är kända, de flesta med motiv från trakten runt Himmelbjerget, men också från Nordsjælland, Vejle och Mols. 
År 1890 fick hon ett stipendium från Den Raben-Levetzauske Fond för att resa till Tyskland och Italien och studera de stora konstsamlingarna. Senare reste hon till andra europeiska länder, bland andra Nederländerna, Belgien, Schweiz och Österrike. Berlin besökte hon ofta för att övervaka tryckningen av sina verk och det var också här hon avled genom drunkning i floden Havel.

## Galleri

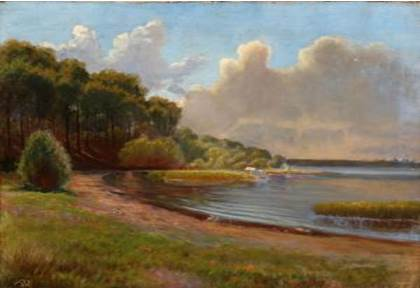
Kust i Danmark
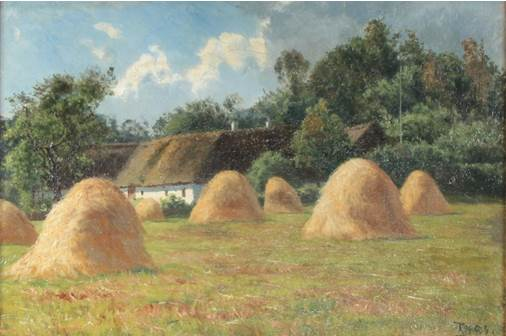
Höstackar, 1895
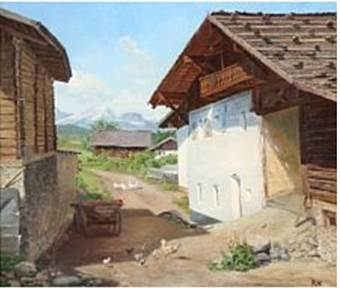
By i Tyrolen